# William Joynson-Hicks
William Joynson-Hicks, 1. vikomt Brentford (William Joynson-Hicks, 1st Viscount Brentford, 1st Baronet Joynson-Hicks of Newick) (23. června 1865, Plaistow Hall, Kent, Anglie – 8. června 1932, Londýn, Anglie) byl britský politik, člen Konzervativní strany, později přešel k unionistům. Byl dlouholetým poslancem Dolní sněmovny, po první světové válce v několika vládách zastával různé funkce, nakonec byl ministrem vnitra (1924–1929). V roce 1929 byl povýšen na vikomta a stal se členem Sněmovny lordů.

## Životopis

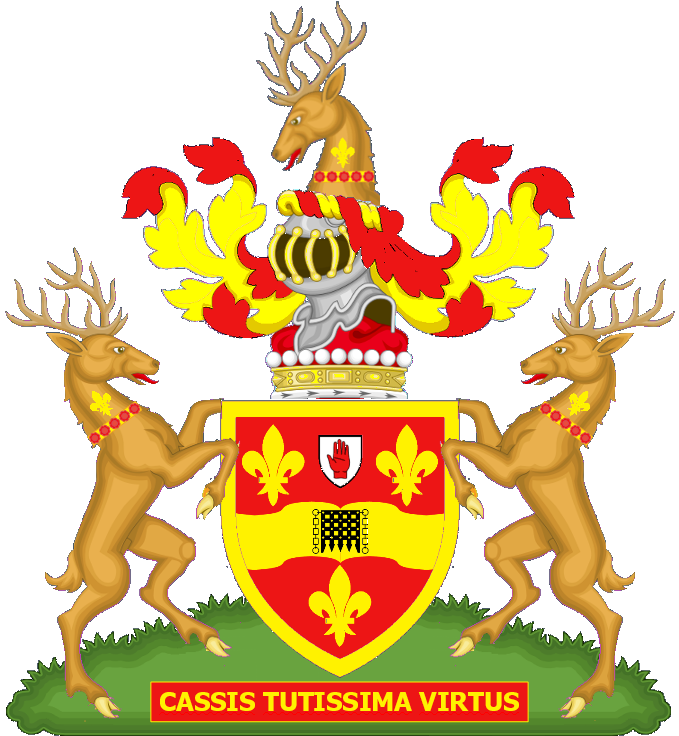
Erb vikomta Brentforda

Pocházel z bohaté podnikatelské rodiny, byl nejstarším ze šesti dětí Henryho Hickse. Původně působil jako advokát, byl též podílníkem rodinné firmy Hicks and Company. Po sňatku od roku 1895 užíval příjmení Joynson-Hicks, mezitím se stal členem Konzervativní strany. V letech 1900 a 1906 byl neúspěšným kandidátem ve volbách do Dolní sněmovny, mezitím se uplatnil jako právní expert v oblasti expandujícího automobilismu. Členem Dolní sněmovny byl v letech 1908–1910 a 1911–1929, kde byl aktivním řečníkem, v roce 1919 byl za zásluhy povýšen na baroneta. V letech 1922–1923 byl ministrem zahraničního obchodu (de facto náměstkem prezidenta úřadu pro obchod). V roce 1923 byl krátce tajemníkem na ministerstvu financí a generálním intendantem armády, na jaře 1923 byl též generálním poštmistrem, téhož roku se stal členem Tajné rady. V letech 1923–1924 zastával funkci ministra zdravotnictví a po krátké epizodě labouristické vlády byl v druhé Baldwinově vládě ministrem vnitra (1924–1929). V této funkci mimo jiné zastupoval vládu při oslavách narození princezny Alžběty Již ve své době bylo jeho působení v čele ministerstva vnitra vnímáno jako kontroverzní, objektivní zhodnocení jeho osobnosti ale bylo až do konce 20. století znemožněno mimo jiné tím, že potomci odmítali zpřístupnit soukromý archiv. V roce 1929 byl povýšen na vikomta a stal se členem Sněmovny lordů, i jako peer zůstal předním zástupcem konzervativců. Kvůli zdravotnímu stavu nebyl přizván do koaliční vlády v roce 1931, zemřel krátce poté.
V roce 1895 se oženil s Grace Lynn Joynson (1872–1952), téhož roku začal užívat příjmení Joynson-Hicks. Z jejich manželství pocházely tři děti, dva synové postupně zdědili titul vikomta. Starší syn Richard Joynson-Hicks, 2. vikomt Brentford (1896–1958), sloužil v armádě a zemřel bez potomstva, titul zdědil jeho mladší bratr Lancelot Joynson-Hicks, 3. vikomt Brentford (1902–1983), který byl poslancem Dolní sněmovny a zastával nižší funkce ve státní správě. Současným představitelem rodu je Crispin Joynson-Hicks, 4. vikomt Brentford (*1933).